# ダニエル・チャコン
ダニエル・アロンソ・チャコン・サラス（Daniel Alonso Chacón Salas、2001年4月11日 - ）は、コスタリカ・ドゥリアルバ出身のプロサッカー選手。コスタリカ代表。コロラド・ラピッズ 2所属。ポジションは、ディフェンダー。

## 経歴

### クラブ
2017年、CSカルタヒネスに入団し、同年11月19日に16歳でプロデビューを果たした。
2020年9月27日、サプリサ戦でクラブ初ゴールを決めた。
2020年にはポルトガルのGDエストリル・プライアへの移籍が噂されたが、移籍は実現しなかった。
2022年、CSカルタヒネスとの契約が切れると再び移籍の噂が立ち、ライバルのリーガFPDのサプリサや無名のベルギーチームからの関心が伝えられていた。
2022年6月、コロラド・ラピッズ2のゼネラルマネージャーのブライアン・クルーカムが彼を「コスタリカ選手の新世代の中で最も才能ある選手のひとり」と表現し、契約した事を発表した。シーズン終了まではカルタヒネスにレンタル移籍しプレーすることとなった。
2023年7月3日、LDアラフエレンセに期限付き移籍。

### 代表
2017 FIFA U-17ワールドカップにコスタリカ代表として参加した。
20歳の時にコスタリカ代表としてデビューし、2022年1月20日のメキシコとの試合で代役として出場した。
2022年6月14日、カタールで行われた大陸間プレーオフのニュージーランド戦で途中交代で出場し、2022 FIFAワールドカップの出場権を獲得した。

## 代表歴

### 出場大会
- コスタリカ代表
  - 2022 FIFAワールドカップ

### 試合数
- 国際Aマッチ 10試合 0得点（2022年）[10]

| コスタリカ代表 | 国際Aマッチ | 国際Aマッチ |
| 年             | 出場        | 得点        |
| -------------- | ----------- | ----------- |
| 2022           | 10          | 0           |
| 通算           | 10          | 0           |